# Soriano nel Cimino
Soriano nel Cimino es una localidad y comune italiana de la provincia de Viterbo, región de Lacio, con 8.664 habitantes.

## Evolución demográfica
| Gráfica de evolución demográfica de Soriano nel Cimino entre 1861 y 2001 |
|                                                                          |
| Fuente ISTAT - elaboración gráfica de Wikipedia                          |